# Endkadenz Vol. 1
Endkadenz Vol. 1 è la prima parte del sesto album in studio del gruppo musicale italiano Verdena, pubblicato il 27 gennaio 2015 dalla Black Out / Universal.
Endkadenz, concepito come un unico album, per volere dell'etichetta è stato diviso in due volumi. Il secondo volume Endkadenz Vol. 2 è uscito il 28 agosto 2015.

## Descrizione
(Alberto Ferrari, 26 gennaio 2015, in un'intervista concessa a Il Fatto Quotidiano)

### Registrazioni
L'album è stato registrato, mixato e masterizzato da Alberto Ferrari presso l'Henhouse Studio, lo studio di registrazione personale del gruppo, tra giugno 2013 e novembre 2014. Giovanni Versari ha contribuito al mastering e alla conversione presso La Maestà Studio di Tredozio, in provincia di Forlì-Cesena.
Il lavoro per l'album è iniziato nel giugno del 2012, nel giugno del 2013 invece sono iniziate le registrazioni, poi terminate nel novembre 2014. I testi sono stati scritti da febbraio 2014 a novembre 2014.
Il numero di pezzi scritti è cresciuto dal 2014 a causa di un guasto al registratore. Roberta Sammarelli ha affermato che «Il disco era praticamente finito un anno e mezzo fa. Ma siccome il registratore era in manutenzione e non potevamo registrare i brani, abbiamo continuato a scriverne altri». Alberto Ferrari ha aggiunto «Senza l’intoppo del registratore sarebbe stato un disco completamente diverso».
Dopo che 15-16 brani circa con la chitarra elettrica erano già pronti il gruppo ha deciso di scrivere pezzi con pianoforte a muro e chitarra acustica intanto che il registratore era in riparazione. Alberto Ferrari ha affermato: «Non volevo più usare un piano elettrico, non volevo più sentire il suono di Wow» e Luca Ferrari ha aggiunto «Il suono pulito e rurale del pianoforte ci ha aperto un altro mondo.»
Inizialmente i brani scritti erano quasi 400. Alberto Ferrari ha spiegato: «Inizialmente il materiale su cui lavorare erano 12 cd da 33 pezzi l’uno. Alla fine ci siamo ritrovati con due dischi da 13 pezzi ciascuno, per un totale di 120 minuti di musica, 40 in più di Wow. Roberta Sammarelli ha aggiunto: «L’idea era registrare tutti e i 26 i pezzi e poi fare una compilation dei migliori in un unico disco. Ma più ci lavoravamo sopra, più ci accorgevamo che ci piacevano tutti». La tracklist di entrambi gli album è stata decisa nell'ultimo periodo prima della consegna come conseguenza dell'imposizione da parte della Universal di dividere l'album in due volumi.
Diversamente da come fatto per  Requiem e Wow (che si caratterizzano per la composizione "in studio") la composizione dei pezzi è avvenuta in sala prove e derivata direttamente dalle jam session del gruppo. Le novità rispetto ai precedenti album sono la presenza di ottoni ("finti") e la mancanza di seconde voci, colmata comunque dalla distorsione vocale attraverso un pedale fuzz, il Petra di Effettidiclara, che aggiunge un'ottava alla voce registrata. La distorsione dei suoni è un elemento chiave dell'album, Alberto descrive il suono dell'album con queste parole: «Roccia nel deserto, di notte. Tutto spiattellato.» e «[il distorsore Petra] L'ho usato su qualsiasi cosa. È un disco costantemente in rosso, hai presente i livelli sul mixer? È un disco costantemente in picco.» «Prosegue la strada battuta da Wow, ma dentro c'è un po' di Requiem, soprattutto nelle chitarre. Ed è un album ancora più distorto. È un disco in picco. [...] Nel senso che picca, come quando registri a volume troppo alto e la spia del registratore va in rosso.»

### Influenze musicali
Luca Ferrari nel periodo di registrazioni si è ispirato a Neil Peart, batterista dei Rush. Tra le influenze del disco il gruppo cita anche Lucio Battisti, i Queen, The Sonics. gli Aucan.

### Il titolo
(Dal libretto del CD. Citazione da Guido Facchin, Le percussioni, 2000.)

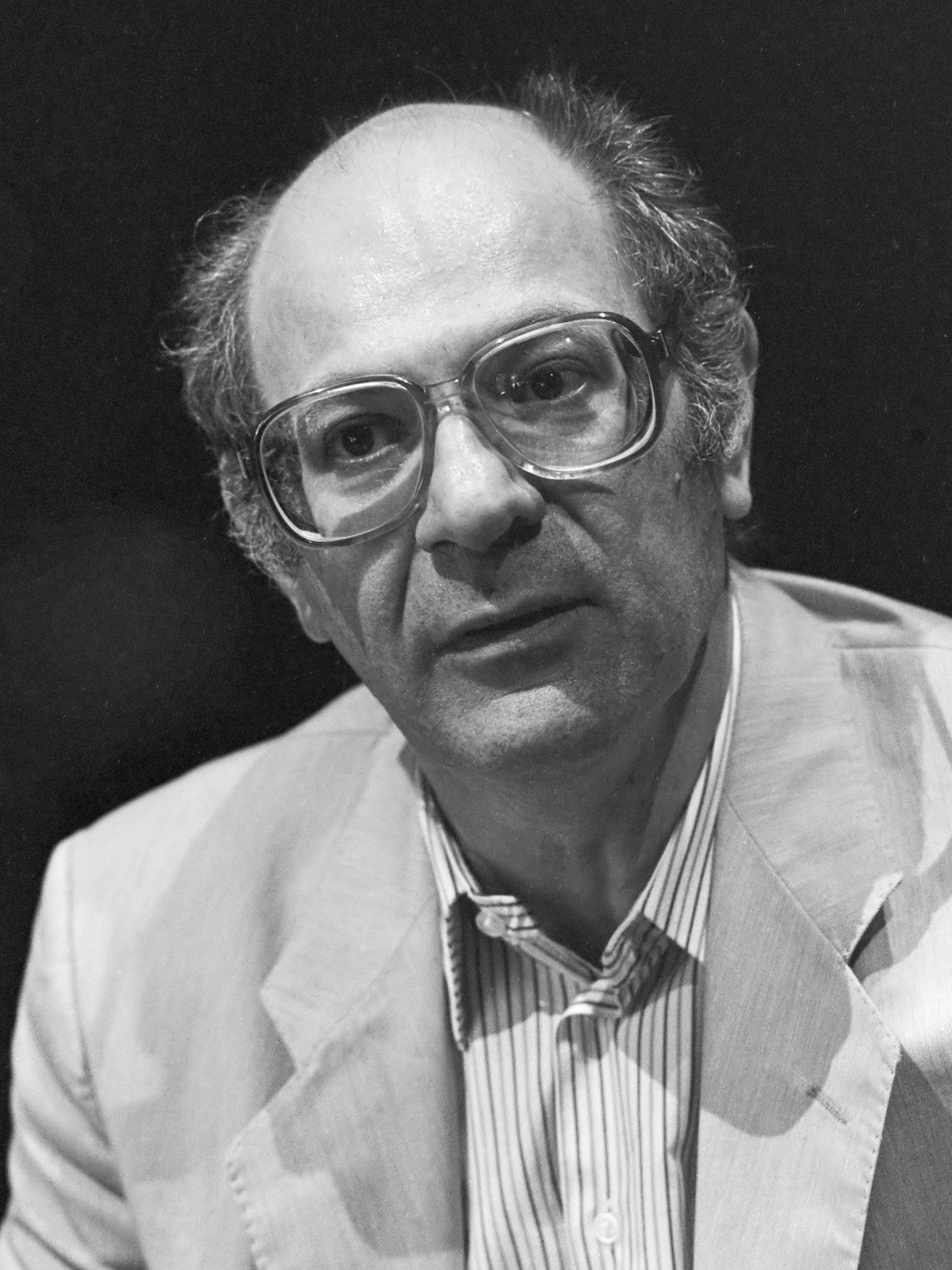
Il titolo e la grafica del libretto dell'album sono ispirati all'Endkadenz, effetto scenico teatrale ideato dal compositore Mauricio Kagel.

Il titolo del disco, scelto da Luca Ferrari, è ispirato a una foto che raffigura il finale dell'esibizione musicale-teatrale Konzertstück für Pauken und Orchester del compositore Mauricio Kagel in cui un uomo si schianta dentro un timpano da orchestra dalla membrana di carta. «È la "cadenza finale", l'ultimo "colpo". Ci piaceva l'idea che il nostro disco fosse questo: il colpo finale del concerto. Tutto concentrato lì.» afferma Luca Ferrari.

### Copertina e grafica
La grafica è stata affidata a "Fenuk" e Paolo De Francesco, anche autore delle fotografie.
Il fronte di copertina rappresenta una foto graficamente modificata delle mani di Luca Ferrari alle cui dita sono legati dei cimbalini a dita.
Come affermato da Alberto Ferrari, il gruppo con la copertina ha voluto trasmettere l'idea di ritmo e teatralità («volevamo [...] che fosse in odore di bolero») e si è ispirato alle locandine cinematografiche e alla pop art.
Nelle versioni non pubblicate del fronte di copertina definitivo le mani di Luca tenevano delle maracas.
Nel retro di copertina è stato fotografato un amico del gruppo, "Paul", mentre ha la testa infilata in un timpano da orchestra, riproducendo la sopracitata performance di Mauricio Kagel che dà il nome all'album. Il retro di copertina doveva inizialmente essere il fronte di copertina. «È come se la copertina fosse in retro, infatti i brani sono scritti sul davanti.» spiega Luca Ferrari.
Il retro di copertina del secondo volume rappresenta la stessa scena, ma in una piscina vuota.

## Promozione
L'album è stato anticipato da un teaser trailer il 18 dicembre 2014 con riprese amatoriali dei membri del gruppo, produzione di "Treid", regia di Roberta Sammarelli e Gianluigi Potenza (anche montatore) e post-produzione di Claudio Zaia.
Il singolo Un po' esageri viene diffuso in anteprima l'8 gennaio da King Kong su Rai Radio 1 e pubblicato il 9 gennaio per il download digitale. L'8 gennaio i Verdena sono stati intervistati sempre su Rai Radio 1 nel programma Music Club di John Vignola, dove hanno presentato in acustico altri due pezzi tratti dall'album ossia Puzzle e Nevischio. Durante la puntata Alberto Ferrari si esibisce anche in una cover acustica di All Shook Up di Elvis Presley, in occasione degli 80 anni dalla nascita di Elvis.
Il 9 gennaio vengono intervistati a proposito dell'album su Isoradio e nella trasmissione Rock And Roll Circus su Rai Radio 2, all'interno delle due trasmissioni vengono mandate in onda le versioni studio di Nevischio e Puzzle. Tutte le tracce dell'album sono state trasmesse in anteprima durante le puntate della trasmissione radiofonica King Kong dal 19 al 23 gennaio. Il 22 gennaio i membri del gruppo sono ospiti della trasmissione, durante la quale Alberto Ferrari si esibisce al pianoforte con Puzzle. Il 23 gennaio viene pubblicato sul sito rockit.it, insieme a un'intervista, il brano Derek.
Il 27 gennaio, in occasione dell'uscita dell'album, viene pubblicato un nuovo teaser realizzato da Naro Watanabe.

## Accoglienza
| Recensione           | Giudizio |
| -------------------- | -------- |
| Rockol.it            | positivo |
| Ondarock             | 7.5/10   |
| rockit.it            | positivo |
| rockon.it            | positivo |
| loudvision.it        |          |
| SentireAscoltare     | (7.2/10) |
| musictraks.com       | positivo |
| impattosonoro.it     | positivo |
| jamonline.it         | positivo |
| distorsioni.net      | (8/10)   |
| noteverticali.it     | positivo |
| Il mucchio selvaggio | (8/10)   |
| Rumore               |          |
| Rockerilla           | positivo |
| Rolling Stone Italia |          |
| Classic Rock         |          |

## Classifiche
| Italia    | Italia | Italia | Italia | Italia | Italia | Italia | Italia | Italia | Italia | Italia | Italia | Italia | Italia | Italia | Italia |
| --------- | ------ | ------ | ------ | ------ | ------ | ------ | ------ | ------ | ------ | ------ | ------ | ------ | ------ | ------ | ------ |
| Settimana | 1      | 2      | 3      | 4      | 5      | 6      | 7      | 8      | 9      | 10     | 11     | 12     | 13     | 31     | 32     |
| Posizione | 3      | 18     | 28     | 27     | 30     | 37     | 40     | 60     | 71     | 83     | 84     | 86     | 95     | 42     | 66     |

## I brani
I titoli definitivi di molti brani sono stati decisi all'ultimo momento come conseguenza della modalità del gruppo di scrivere i testi come ultima parte del processo creativo.
- Ho una fissa è stato il primo brano dell'album ad essere stato scritto.[4], inizialmente si doveva chiamare Omofisso, poi Luca Ferrari ha proposto Ho una fissa. [55]
- In Puzzle il verso «Chiamami Nevruz, raccogli il mio seme» si riferisce a Nevruz, famoso per essere stato concorrente della quarta edizione di X Factor in Italia. Il gruppo spiega «Questo verso all’inizio era una cosa tipo "call me nervous". Ci serviva una parola che suonasse allo stesso modo. Conosciamo Nevruz. Omid Jazi, che suonava con noi negli anni scorsi, era nel suo gruppo.»[16]
- La genesi di Sci desertico è stata raccontata da Alberto Ferrari così «L'abbiamo scritta in un momento dove era successa una cosa molto grave in paese, inizialmente si chiamava Cigaretta perché era dedicata a questa persona. E nel nostro paesino di 1150 persone quando succede una cosa simile tu, per rispetto, non puoi suonare la batteria. In quel periodo abbiamo fatto solo canzoni con la batteria elettronica, una di queste è Sci desertico.»[11]
- Nevischio inizialmente era intitolato Macca perché in quel periodo Alberto Ferrari ascoltava molto Paul McCartney. La traccia è stata registrata e missata da Marco Fasolo dei Jennifer Gentle, collaboratore anche di Identikit, brano del secondo volume.[2][3][56]
- La parte di batteria di Derek è ispirata a Gimmie Gimmie Gimmie, brano dei Black Flag tratto dall'album Damaged (1981).[57] Il Derek citato nella canzone si riferisce a Derek Taylor, tour manager dei Beatles.[58]
- Vivere di conseguenza inizialmente era intitolato Spandau Pellet perché ai membri del gruppo ricordava le sonorità degli Spandau Ballet.[59]
- L'abbozzo iniziale di Contro la ragione cantato inizialmente con parole inglesi ai membri del gruppo ricorda le sonorità dei The Flaming Lips, gruppo per cui hanno aperto le date italiane nel 2012.[11]
- I primi quattro minuti di Inno del perdersi sono la jam session originale della sala prove, ad eccezione del finale che è stato elaborato successivamente.[60]

## Tracce
Tutti i testi scritti da Alberto Ferrari, tutte le musiche composte dai Verdena.
1. Ho una fissa - 4:27
2. Puzzle - 4:11
3. Un po' esageri - 3:35
4. Sci desertico - 5:01
5. Nevischio - 2:54
6. Rilievo - 5:39
7. Diluvio - 4:10
8. Derek - 4:02
9. Vivere di conseguenza - 5:37
10. Alieni fra di noi - 4:07
11. Contro la ragione - 3:15
12. Inno del perdersi - 5:32
13. Funeralus - 6:42

## Formazione
Di seguito sono riportati i musicisti e i relativi strumenti che hanno suonato durante le registrazioni dell'album.

### Gruppo
- Alberto Ferrari - voce, chitarra elettrica, chitarra acustica, pianoforte (in Un po' esageri, Sci desertico, Nevischio, Diluvio, Contro la ragione, Inno del perdersi e Funeralus), campioni (in Ho una fissa, Puzzle, Un po' esageri, Sci desertico e Contro la ragione), tastiere (in Ho una fissa, Contro la ragione e Funeralus), mellotron (in Un po' esageri, Alieni fra di noi e Funeralus), organo (in Puzzle e Un po' esageri), campioni orchestre (in Diluvio e Vivere di conseguenza), orchestra (in Puzzle e Sci desertico), "mellotron iPad" (in Sci desertico), wurlitzer (in Un po' esageri), synth (in Sci desertico), batteria elettronica (in Sci desertico), cimbali (in Nevischio), ovetto (in Nevischio), legnetti (in Nevischio), cori finali (in Rilievo), "mani" (in Contro la ragione), "uh!" (in Contro la ragione), campioni brass (in Contro la ragione), fischietto (in Contro la ragione), "pianoforte al contrario" (in Inno del perdersi)
- Roberta Sammarelli - basso
- Luca Ferrari - batteria, synth (in Ho una fissa, Nevischio, Rilievo, Diluvio, Derek, Alieni fra di noi, Inno del perdersi e Funeralus), tastiere (in Ho una fissa, Puzzle, Sci desertico, Vivere di conseguenza, Alieni fra di noi e Funeralus), percussioni (in Puzzle, Un po' esageri, Sci desertico, Rilievo e Diluvio), campioni (in Puzzle, Rilievo, Derek e Vivere di conseguenza), bonghi (in Alieni fra di noi, Contro la ragione e Funeralus), maracas (in Contro la ragione, Inno del perdersi e Funeralus), batteria elettronica (in Sci desertico e Diluvio), rullante (in Nevischio, Funeralus), "tum-cha" (in Puzzle), cimbali (in Nevischio), ovetto (in Nevischio), legnetti (in Nevischio), polysix (in Rilievo), tubular bells (in Rilievo), cori finali (in Rilievo), midi brass (in Diluvio), campioni brass (in Vivere di conseguenza), piatto reverse (in Contro la ragione), "vocifere" (in Inno del perdersi), fisarmonica (in Funeralus)

### Altri musicisti
- Andrea "Chaki" Gaspari  - mellotron (in Puzzle, Diluvio e Vivere di conseguenza), tastiere (in Vivere di conseguenza)
- "Marco"   - ovetto (in Nevischio), fuzz guitar slide (in Nevischio)
- "Liviano"  - ovetto (in Nevischio)
- "Beppe" - cori finali (in Rilievo)
- "Nick" - cori finali (in Rilievo)

### Staff
- Marco Fasolo (dei Jennifer Gentle) - missaggio e registrazione di Nevischio
- Giovanni Versari - Aiuto mastering e conversione

### Esibizioni dal vivo
- Giuseppe Chiara[61] - tastiere, chitarra ritmica, cori